# بيريوخ
بيريوخ (بالروسية: Бирюч) هي إحدى مدن روسيا في الكيان الفدرالي الروسي بيلغورود أوبلاست.